# Poeta Finlandiae
Poeta Finlandiae  (en finnois : Vuoden runoilija) est un prix littéraire que l’association des poètes finlandais (en finnois : Suomen runoilijaliitto) a délivré de 1993 à 2002.

## Récipiendaires du Prix
- 1993 Bo Carpelan[1] / Lassi Nummi[2]
- 1994 Juice Leskinen[3]
- 1995 Tommy Tabermann[4]
- 1996 Paavo Haavikko[5]
- 1997 Prix non décerné
- 1998 Mirkka Rekola[6]
- 1999 Hannu Helin[7]
- 2000 Arvo Salo[8]
- 2001 Sirkka Selja[9]
- 2002 Jukka Itkonen[10]